# Želnava
Želnava (en allemand : Salnau) est une commune du district de Prachatice, dans la région de Bohême-du-Sud, en République tchèque. Sa population s'élevait à 132 habitants en 2023.

## Géographie
Želnava se trouve à 13 km au sud-est de Volary, à 23 km au sud-sud-ouest de Prachatice, à 42 km au sud-ouest de České Budějovice et à 145 km au sud-sud-ouest de Prague.
La commune est limitée par Nová Pec au nord, par le terrain militaire de Boletice à l'est, par Nová Pec au sud, et par Stožec à l'ouest.

## Histoire
La première mention écrite du village date de 1360.

## Administration
La commune se compose de trois sections :
- Slunečná
- Záhvozdí
- Želnava

## Galerie

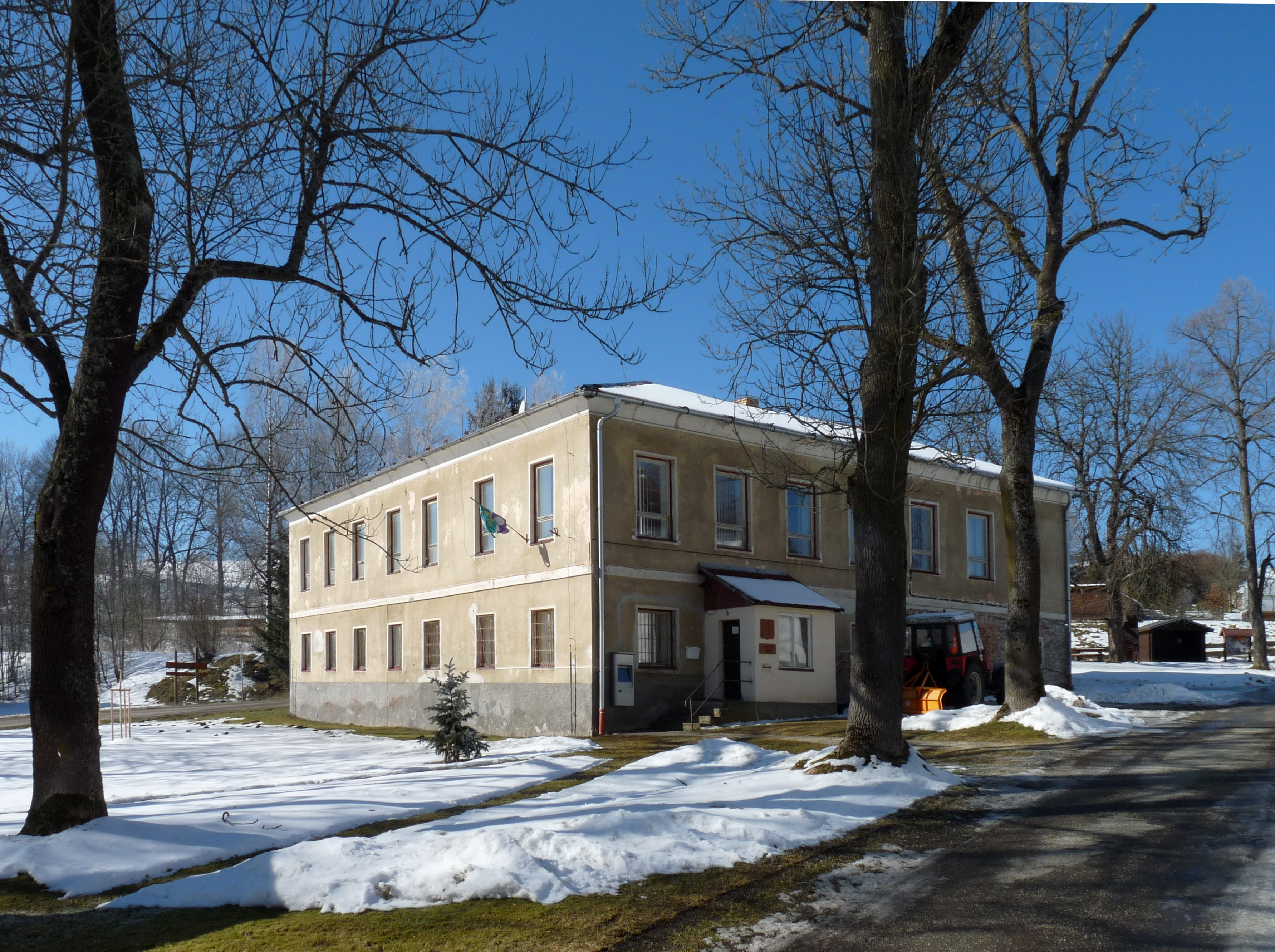
Želnava : la mairie.
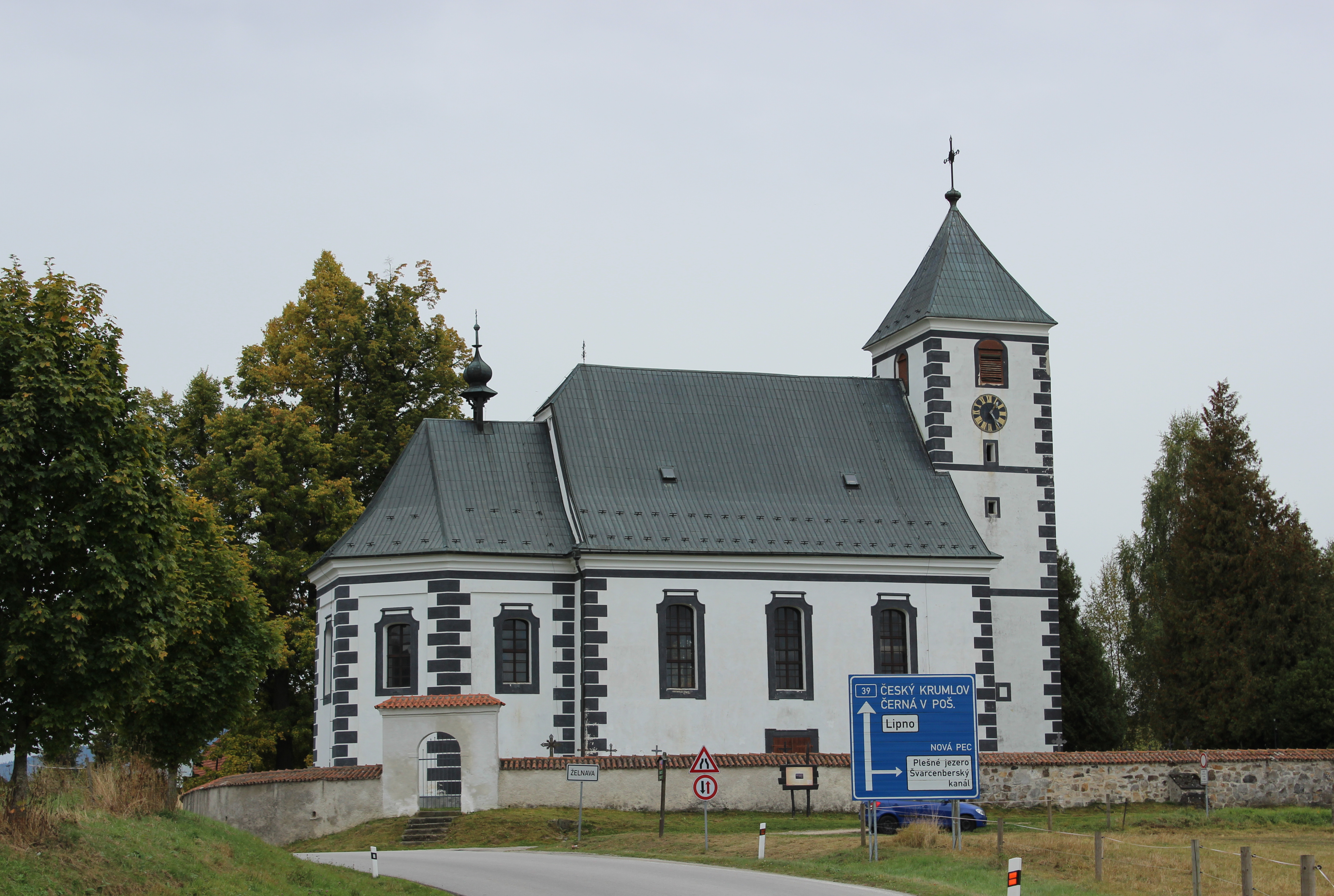
Église Saint-Jacques.

## Transports
Par la route, Želnava se trouve à 32 km de Prachatice, à 37 km de Český Krumlov, à 59 km de Ceské Budejovice et à 187 km de Prague.